# Lepidosaphes meridionalis
Lepidosaphes meridionalis är en insektsart som beskrevs av Karl Hermann Leonhard Lindinger 1909. Lepidosaphes meridionalis ingår i släktet Lepidosaphes och familjen pansarsköldlöss.
Artens utbredningsområde är Kamerun. Inga underarter finns listade i Catalogue of Life.